# Münchenski govor Vladimirja Putina (2007)
Putinov govor na 43. münchenski varnostni konferenci leta 2007 je bil prvi govor voditelja ruske države na varnostni konferenci v Münchnu. Glavne teme njegovega govora 10. februarja 2007 so bile kritike monopolarnega svetovnega reda, širitve NATO proti vzhodu, razorožitev in iranski jedrski program. Putinov govor je bil razumljen kot sporočilo Rusije Zahodu, da ne bo sprejela podrejene vloge v svetovni politiki. Govor je nakazal spremembo v ruski zunanji politiki in napovedal bolj odločno in neodvisno držo na mednarodnem prizorišču. Putin je jasno povedal, da je Rusija pripravljena braniti svoje interese in prevzeti aktivnejšo vlogo pri oblikovanju svetovnega reda.
Udeleženci konference so bili pretreseni in govorili o novi hladni vojni. Govor je odmeval po vsem svetu.

## Povzetek
Putin je kritiziral, kot je imenoval, »monopolno prevlado ZDA« in njihovo »skoraj nekontrolirano čezmerno uporabo sile v mednarodnih odnosih«. Dejal je, da je posledica takšne prevlade, da se »nihče ne počuti varnega! Ker nihče ne more čutiti, da je mednarodno pravo kot trden zid, ki ga bo ščitil. Seveda takšna politika spodbuja oboroževalno tekmo.« Putin je citiral govor Manfreda Wörnerja iz leta 1990, da bi podprl svoje mnenje, da naj bi NATO obljubil, da ne bo dovolil pridružitev vzhodnoevropskih držav zvezi. Izjavil je, da je »[Wörner] takrat rekel: 'dejstvo, da nismo pripravljeni postaviti NATO vojske zunaj nemškega ozemlja, daje Sovjetski zvezi trdno varnostno jamstvo.' Kje so te garancije?«

## Odzivi
Poljski Inštitut za mednarodne zadeve je pri Putinovem citiranju Wörnerjevega govora izpostavil pomanjkanje ustreznega konteksta, saj se je prvotni govor v resnici nanašal le na namestitev NATO sil v vzhodni Nemčiji po združitvi Nemčije.
William Burns, takratni ameriški ambasador v Rusiji, je napisal državni sekretarki ZDA Riceovi “Govor je bil produkt petnajst let nakopičenih ruskih frustracij in zamer, ojačanih s Putinovim osebnim občutkom, da so ruski pomisleki pogosto prezrti".

### Zapuščina
Pred in po začetku ruske invazije na Ukrajino leta 2022 so politični analitiki govor ponovno obravnavali, pri čemer so komentatorji trdili, da je šlo za razkritje Putinovih namenov, česar pa zahodne države niso ustrezno interpretirale.